# Вујиновача
Вујиновача је насељено место града Ваљева у Колубарском округу. Према попису из 2022. било је 114 становника.

## Демографија
У насељу Вујиновача живи 225 пунолетних становника, а просечна старост становништва износи 50,4 година (50,4 код мушкараца и 50,3 код жена). У насељу има 95 домаћинстава, а просечан број чланова по домаћинству је 2,67.
Ово насеље је углавном насељено Србима (према попису из 2002. године), а у последња три пописа, примећен је пад у броју становника.
|  |

| Демографија | Демографија | Демографија |
| Година      | Становника  | Становника  |
| ----------- | ----------- | ----------- |
| 1948.       | 712         |             |
| 1953.       | 677         |             |
| 1961.       | 647         |             |
| 1971.       | 556         |             |
| 1981.       | 437         |             |
| 1991.       | 373         | 363         |
| 2002.       | 258         | 258         |

| Етнички састав према попису из 2002.‍ | Етнички састав према попису из 2002.‍ | Етнички састав према попису из 2002.‍ | Етнички састав према попису из 2002.‍ | Етнички састав према попису из 2002.‍ |
| ------------------------------------ | ------------------------------------ | ------------------------------------ | ------------------------------------ | ------------------------------------ |
|                                      |                                      |                                      |                                      |                                      |
| Срби                                 | Срби                                 |                                      | 209                                  | 81,00%                               |
| Црногорци                            | Црногорци                            |                                      | 1                                    | 0,38%                                |
| Хрвати                               | Хрвати                               |                                      | 1                                    | 0,38%                                |
| непознато                            | непознато                            |                                      | 47                                   | 18,21%                               |

| Година пописа     | 1948. | 1953. | 1961. | 1971. | 1981. | 1991. | 2002. |
| ----------------- | ----- | ----- | ----- | ----- | ----- | ----- | ----- |
| Број домаћинстава | 121   | 118   | 128   | 134   | 126   | 115   | 95    |

| Број чланова      | 1  | 2  | 3  | 4  | 5 | 6 | 7 | 8 | 9 | 10 и више | Просек |
| ----------------- | -- | -- | -- | -- | - | - | - | - | - | --------- | ------ |
| Број домаћинстава | 16 | 44 | 11 | 10 | 9 | 4 | 0 | 1 | 0 | 0         | 2,67   |

| Пол    | Укупно | Неожењен/Неудата | Ожењен/Удата | Удовац/Удовица | Разведен/Разведена | Непознато |
| ------ | ------ | ---------------- | ------------ | -------------- | ------------------ | --------- |
| Мушки  | 120    | 26               | 74           | 15             | 4                  | 1         |
| Женски | 111    | 16               | 73           | 19             | 1                  | 2         |
| УКУПНО | 231    | 42               | 147          | 34             | 5                  | 3         |

| Пол    | Укупно                    | Пољопривреда, лов и шумарство | Рибарство                            | Вађење руде и камена | Прерађивачка индустрија       |
| ------ | ------------------------- | ----------------------------- | ------------------------------------ | -------------------- | ----------------------------- |
| Мушки  | 100                       | 91                            | 0                                    | 0                    | 4                             |
| Женски | 91                        | 84                            | 0                                    | 0                    | 2                             |
| УКУПНО | 191                       | 175                           | 0                                    | 0                    | 6                             |
| Пол    | Производња и снабдевање   | Грађевинарство                | Трговина                             | Хотели и ресторани   | Саобраћај, складиштење и везе |
| Мушки  | 0                         | 0                             | 2                                    | 0                    | 0                             |
| Женски | 0                         | 0                             | 0                                    | 0                    | 0                             |
| УКУПНО | 0                         | 0                             | 2                                    | 0                    | 0                             |
| Пол    | Финансијско посредовање   | Некретнине                    | Државна управа и одбрана             | Образовање           | Здравствени и социјални рад   |
| Мушки  | 0                         | 2                             | 0                                    | 0                    | 0                             |
| Женски | 0                         | 0                             | 0                                    | 1                    | 0                             |
| УКУПНО | 0                         | 2                             | 0                                    | 1                    | 0                             |
| Пол    | Остале услужне активности | Приватна домаћинства          | Екстериторијалне организације и тела | Непознато            | Непознато                     |
| Мушки  | 1                         | 0                             | 0                                    | 0                    | 0                             |
| Женски | 4                         | 0                             | 0                                    | 0                    | 0                             |
| УКУПНО | 5                         | 0                             | 0                                    | 0                    | 0                             |

## Галерија
- Етно целина у селу Вујоновача са погледом на врх планине Медведник
- Етно целина у селу Вујиновача детаљ